# German Antartic Receiving Station

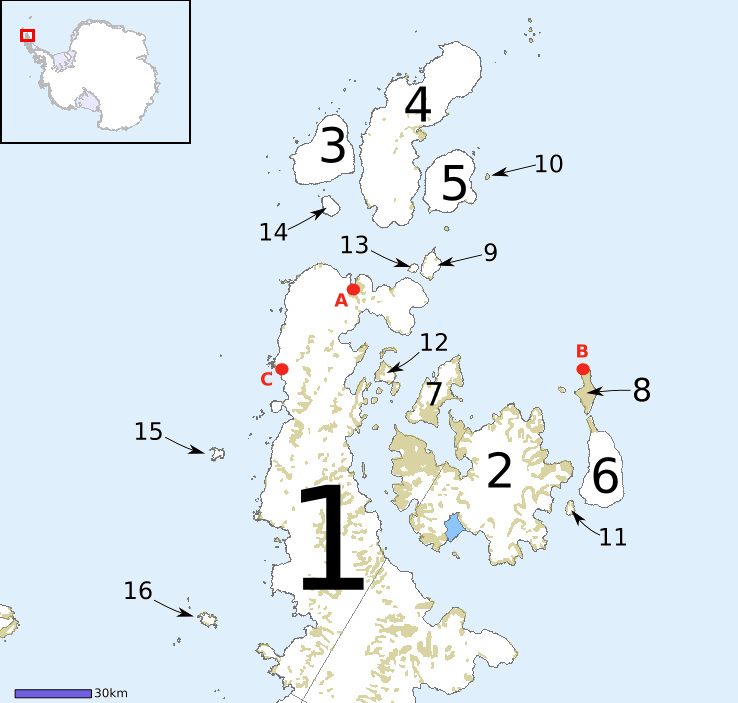
Emplacement de la station de recherche GARS O'Higgins (point C) à l'extrémité nord de la péninsule antarctique (zone 1)

La station GARS (German Antartic Receiving Station) ou GARS O'Higgins est une station de recherche allemande en Antarctique.
Elle est située au cap Legoupil sur la péninsule antarctique sur l'îlot Isabel Riquelme, également connu sous le nom de péninsule Schmidt. L'îlot mesure 300 mètres de large et 200 mètres de long, à 50 m du continent, avec une passerelle terrestre à marée basse.
La station se dresse sur un rocher propice aux observations géodésiques à long terme. Les pièces de vie, de couchage et de travail des équipes, ainsi que la plupart des équipements de la station, sont situés dans un bâtiment principal composé de quinze conteneurs ISO de 20 pieds, et de vingt conteneurs pour la partie infrastructure.

## Opérations et tutelles
La station est exploitée par le Deutsches Zentrum für Luft- und Raumfahrt (DLR, l'agence spatiale allemande), et l'Office fédéral de la Cartographie et de la Géodésie (BKG) en étroite collaboration avec le Chili. Depuis le début 2010, les équipes de terrain sont sur place toute l'année. Un maximum de dix scientifiques, ingénieurs et techniciens travaillent dans la station. Le DLR est propriétaire de la station et est responsable des opérations satellites, de la gestion, de l'infrastructure et de la logistique. Toutes les activités logistiques sont coordonnées entre le DLR et l'Instituto Antártico Chileno (INACH). Le BKG est responsable de toutes les observations géodésiques,,,,.

## Choix de l'emplacement
La station porte le nom du combattant de l'indépendance chilien Bernardo O'Higgins. Elle a été construite pendant l'été 1990-1991 à côté de la base chilienne General Bernardo O'Higgins Riquelme, qui est exploitée par le Departamento Antártico del Ejército (DAE). La zone fait partie de la revendication chilienne sur l'Antarctique.
L'emplacement a été choisi pour diverses raisons, notamment un accord de coopération avec l'INACH, des conditions géologiques favorables pour un radiotélescope, la visibilité prévue par satellite pour la réception de diverses données de capteurs des satellites européens d'observation de la Terre ERS-1 et ERS-2 dans la zone antarctique, et la logistique chiliennes existante.

## Accessibilité et logistique
Dans le cadre de la coopération de longue date avec le Chili, le DLR et le BKG peuvent s'appuyer sur l'infrastructure antarctique chilienne et sa logistique polaire. Cela rend la station accessible depuis Punta Arenas via l'Île du Roi-George par bateau, avion et hélicoptère. La fourniture de vols par le programme antarctique brésilien (PROANTAR) est également très importante sur le plan logistique.

### Par avion
O'Higgins (code OACI : SCBO) est accessible toute l'année par des avions polaires spéciaux. Si nécessaire, une piste de 1000 m est disponible à 3 km au sud-est de la station sur un glacier et peut être approchée depuis l'île du Roi George par un DHC-6 Twin Otter avec patins de l'armée de l'air chilienne (FACh). La préparation de la piste et le transfert en motoneige des personnes et des marchandises vers et depuis la piste sont effectués par l'armée chilienne à partir de la station General Bernardo O'Higgins. Dans des cas exceptionnels, la FACh utilise également un hélicoptère Bell 412 entre l'île du Roi-George et la péninsule Schmidt.
L'île du Roi-George, plus précisément l'aérodrome chilien Teniente Rodolfo Marsh Martin (code OACI : SCRM), est desservie depuis Punta Arenas plusieurs fois par an par des avions de transport Hercules C-130 de la FACh, de l'armée de l'air brésilienne (FAB) et de l'armée de l'air uruguayenne (FAU). La FAB maintient cette ligne pour le compte de PROANTAR et la FAU pour le compte de l'Institut Antarctique Uruguayen (IAU). Pendant l'été austral, la compagnie privée Aerovías DAP opère également des vols commerciaux entre Punta Arenas et l'Île du Roi-George.

### Par bateau
Pendant l'été austral, les navires accèdent également à O'Higgins en fonction de la situation de la banquise et des icebergs. En particulier, la marine chilienne utilise les navires ATF Lautaro et Almirante Oscar Viel pour approvisionner la station en gazole marin (MDO), transporter des conteneurs et des marchandises générales vers et depuis la station, et parfois déposer du personnel. En raison des eaux peu profondes autour de la péninsule de Schmidt, les navires ne peuvent pas accoster directement. Si la mer le permet, les personnes et les petites cargaisons sont transportées entre le navire et la gare par canots pneumatiques. Pour la même raison, les conteneurs sont acheminés entre la station et l'Almirante Oscar Viel par barge, ou à l'aide d'un hélicoptère MBB Bo 105 lorsque la glace de mer empêche l'utilisation de bateaux pneumatiques.

## Recherche

### Matériel scientifique
Le principal instrument scientifique de la station est une parabole de 9 mètres conçue pour être utilisée dans des conditions antarctiques extrêmes telles que des tempêtes avec des pointes de vent pouvant atteindre 180 km/h. Elle est utilisée à la fois pour la réception de données satellitaires et la commande de satellites et comme radiotélescope. Elle a été installée au cours de l'été austral 1990/91 et les premières expériences ont été réalisées en 1991,. La base dispose également de stations de référence permanentes GPS, GLONASS et Galileo,, de mesures barométriques, d'un niveau radar et de deux stations météo. Les données absolues du niveau de la mer référencées par GPS sont obtenues par le niveau radar. Des mesures gravimétriques absolues ont été effectuées à plusieurs reprises. Les stations météo enregistrent en permanence la température, l'humidité relative, la pression atmosphérique, la direction et la vitesse du vent.

### Opérations satellitaires et observation de la Terre
De 1991 jusqu'à la fin de sa mission le 4 juillet 2011, la station a reçu des données SAR et d'autres données des satellites européens d'observation de la Terre ERS-1 et ERS-2.
Depuis 2007, la station soutient l'exploitation du satellite SAR TSX dans le cadre de la mission allemande d'observation de la terre TerraSAR-X ,,. Avec le lancement du satellite quasi-jumeau de SAR TDX le 21 juin 2010, la station a assumé un rôle décisif dans la mise en œuvre de la mission allemande TanDEM-X. La station couvre une grande partie de la réception des données et permet la surveillance et la commande des satellites TSX et TDX, qui forment l'interféromètre radar satellitaire TanDEM-X ,,.
La station prend également plus en plus d'importance pour la mission GRACE et GRACE-FO, que le DLR et la NASA ont convenu en 2010 de poursuivre jusqu'en 2015.

### Géodésie et astrométrie
L'antenne de 9 mètres est utilisée comme radiotélescope pour recevoir les signaux des étoiles radio et pour les observations géodésiques VLBI. En tant que telle, la station est la composante du réseau du service international VLBI (IVS), fournissant des données précises sur la dérive des continents et déterminant la précision pour la réalisation du système de référence céleste international (ICRS) et la dérive des paramètres de rotation de la Terre (ERP).
GARS est la seule station de la péninsule antarctique permettant la radioastrométrie comme le projet TANAMI (Tracking Active Galactic Nuclei with Austral Milliarcsecond Interferometry ) l'a démontré en observant des trous noirs au centre de galaxies lointaines. À l'aide du radiotélescope de la station, une nouvelle image VLBI du jet Centaurus A a permis d'imager avec succès des structures d'une taille de seulement 0,04 année-lumière, un nouveau record dans l'exploration des trous noirs extragalactiques,,.